# Chirurgie endonasale endoscopique
La chirurgie endonasale endoscopique est une technique mini-invasive utilisée principalement en neurochirurgie et en otorhinolaryngologie. Un neurochirurgien ou un otorhinolaryngologiste, à l'aide d'un endoscope qui est introduit par le nez, corrige ou supprime des anomalies cérébrales ou des tumeurs dans la base antérieure du crâne. Normalement, un otorhinolaryngologiste effectue la phase initiale de la chirurgie à travers la cavité nasale et l'os sphénoïde ; un neurochirurgien poursuit la procédure chirurgicale impliquant le forage dans toute cavité contenant un organe neural tel que l'hypophyse.

## Introduction

### Histoire de la chirurgie endonasale endoscopique
Antonin Jean Desormeaux, urologue parisien, a été le premier à utiliser le terme « endoscope ». Cependant, le précurseur de l'endoscope moderne a été inventé dans les années 1800 lorsqu'un médecin de Francfort, en Allemagne, du nom de Philipp Bozzini (en), a développé un outil pour voir le fonctionnement interne du corps. Bozzini a appelé son invention un « conducteur de lumière », ou « Lichtleiter » en allemand, et a publié plus tard ses expériences sur des patients vivants avec cet appareil qui se composait d'un oculaire et d'un boîtier pour une bougie. À la suite du succès de Bozzini, l'Université de Vienne a commencé à utiliser l'appareil pour tester sa fonctionnalité dans d'autres formes de médecine. Après que l'appareil de Bozzini a reçu des résultats négatifs lors d'essais sur des humains vivants, son utilisation a dû cesser. Cependant, Maximilian Nitze et Joseph Leiter ont utilisé l'invention de l'ampoule électrique par Thomas Edison pour fabriquer un appareil plus raffiné similaire aux endoscopes modernes. Cette itération a été utilisée pour les procédures urologiques, et finalement les otorhinolaryngologistes ont commencé à utiliser le dispositif de Nitze et Leiter pour la manipulation de la trompe d'Eustache et l'élimination des corps étrangers. L'utilisation de l'endoscope a diffusé aux États-Unis lorsque Walter Messerklinger a commencé à enseigner à David Kennedy à l'hôpital Johns Hopkins.
Les abords trans-sphénoïdaux et intracrâniens des tumeurs hypophysaires ont commencé dans les années 1800, mais avec peu de succès. Gérard Guiot a popularisé l'approche trans-sphénoïdale qui est devenue plus tard une partie du programme de neurochirurgie, mais il a lui-même arrêté l'utilisation de cette technique en raison d'une vue inadéquate. À la fin des années 1970, l'approche endonasale endoscopique était utilisée par les neurochirurgiens pour augmenter la microchirurgie, ce qui leur permettait de voir les objets hors de leur champ de vision. Un autre chirurgien, Axel Perneczky, est considéré comme un pionnier de l'utilisation d'un endoscope en neurochirurgie. Perneczky a déclaré que l'endoscopie « permet une meilleure appréciation de la microanatomie, qui n'apparaît pas sous le microscope. »

### Instrumentation endoscopique
L'endoscope se compose d'un faisceau de fibres de verre pour l'éclairage à lumière froide, d'un boîtier mécanique et d'un composant optique avec quatre vues différentes : 0 degré pour une vue directe, 30 degrés pour le plan avant, 90 degrés pour une vue latérale et 120 degrés pour une vue rétrospective. Pour la chirurgie endonasale endoscopique, des endoscopes à tige-lentille rigides sont utilisés pour une meilleure qualité de vision, car ces endoscopes sont plus petits que l'endoscope normal utilisé pour les coloscopies. L'endoscope a un oculaire pour le chirurgien, mais il est rarement utilisé car il oblige le chirurgien à être dans une position fixe. Au lieu de cela, une caméra vidéo diffuse l'image sur un moniteur qui montre le champ chirurgical.

## Spécialités impliquées dans la programmation chirurgicale
Plusieurs spécialités médico-chirurgicales doivent être impliquées pour déterminer le programme chirurgical complet. L'équipe multidisciplinaire comprend : un endocrinologue, un neuroradiologue, un ophtalmologiste, un neurochirurgien et un otorhinolaryngologiste.

### Endocrinologie
Un endocrinologue n'est impliqué dans la préparation d'une chirurgie endonasale endoscopique que si la tumeur est située sur l'hypophyse. La tumeur est d'abord traitée médicalement de deux manières : en contrôlant les niveaux d'hormones que la glande pituitaire sécrète et en réduisant la taille de la tumeur. Si cette approche ne fonctionne pas, le patient est orienté vers la chirurgie. Les principaux types d'adénomes hypophysaires sont :
- adénomes sécrétant la PRL, ou prolactinomes : ce sont les tumeurs hypophysaires les plus courantes. Ils sont associés à l'infertilité, aux dysfonctionnements gonadiques et sexuels car ils augmentent la sécrétion de prolactine (PRL). Un médicament utilisé par les endocrinologues est la bromocriptine (BRC), qui normalise les taux de PRL et conduit à une diminution du volume de la tumeur. D'autres médicaments pour traiter les prolactinomes comprennent la quinagolide (CV) ou la cabergoline (CAB) agissant comme antagonistes dopaminergiques (D2) . La chirurgie endoscopique endonasale est normalement pratiquée en dernier recours lorsque la tumeur est résistante aux médicaments, ne montre aucune réduction de la tumeur ou que les taux de PRL ne peuvent pas être normalisés[3] ;
- adénomes sécrétant la GH : une maladie très rare qui est le résultat de l'augmentation de la sécrétion d' hormone de croissance. Il y a actuellement moins de 400 000 cas dans le monde et environ 30 000 nouveaux cas chaque année. Malgré la rareté de cette affection, ces tumeurs constituent 16 % des tumeurs hypophysaires retirées. La tumeur entraîne normalement une acromégalie, une arthropathie, une hyperhidrose, des modifications des traits du visage, un gonflement des tissus mous, des maux de tête, des troubles visuels ou un hypopituitarisme. Comme la thérapie pharmacologique a eu peu d'effet sur ces tumeurs, une chirurgie trans-sphénoïdale pour enlever une partie de l'hypophyse est la première option de traitement ;
- adénomes sécrétant la TSH : une autre affection rare entraînant seulement 1 % des chirurgies hypophysaires est le résultat de l'augmentation de la sécrétion de l'hormone thyréostimuline. Cette tumeur entraîne une hyperthyroïdie, entraînant des maux de tête et des troubles visuels. Bien que la chirurgie soit la première étape du traitement, elle ne guérit généralement pas le patient. Après la chirurgie, les patients sont traités par des analogues de la somatostatine, un type de traitement hormonal substitutif, car les tumeurs liées à la TSH augmentent l'expression des récepteurs de la somatostatine ;
- adénomes sécrétant l'ACTH : cette tumeur est le résultat de l'augmentation de la sécrétion de l'hormone adrénocorticotrope (ACTH) et conduit au syndrome de Cushing. Le traitement médicamenteux a peu d'effet et la chirurgie est donc la meilleure option. L'ablation de la tumeur entraîne un taux de guérison de 80 à 90 %.

### Neuroradiologie
Un neuroradiologue fournit des images de la lésion afin que le chirurgien sache à quoi s'attendre avant l'intervention. Cela comprend l'identification de la lésion ou de la tumeur, le contrôle des effets de la thérapie médicale, la définition de la situation des lésions dans les trois dimensions de l'espace et la vérification de l'ablation des lésions. Les lésions adressées à la chirurgie endonasale endoscopique comprennent :
- les microadénomes hypophysaires ;
- les macroadénomes pituitaires ;
- les kystes de la poche de Rathke (en) ;
- les maladies inflammatoires hypophysaires ;
- les métastases hypophysaires ;
- la selle turcique vide ;
- les craniopharyngiomes ;
- les méningiomes ;
- les gliomes chiasmatiques et hypothalamiques ;
- les germinomes ;
- les hamartomes du tuber cinereum ;
- les kystes arachnoïdiens ;
- les neurinomes du nerf trijumeau.

### Ophtalmologie
Certaines tumeurs suprasellaires envahissent la citerne chiasmatique, provoquant des troubles de la vision. Dans ces cas, un ophtalmologiste maintient la santé optique en administrant un traitement pré-opératoire, en conseillant les techniques chirurgicales appropriées pour que le nerf optique ne soit pas en danger et en gérant les soins oculaires post-opératoires. Les symptômes peuvent inclure :
- amputations du champ visuel ;
- baisse de l'activité visuelle ;
- anomalies des potentiels évoqués visuels (PEV) ;
- daltonisme ;
- déficience de l'oculomotricité.

## Abords chirurgicaux de la base antérieure du crâne

### Abord transnasal
L'abord transnasal est utilisée lorsque le chirurgien doit accéder au toit de la cavité nasale, au clivus ou à l'odontoïde. Cette approche est utilisée pour éliminer les chordomes (en), le chondrosarcome, les lésions inflammatoires du clivus ou les métastases dans la région du rachis cervical. Le septum antérieur ou le septum postérieur est retiré de sorte que le chirurgien puisse utiliser les deux côtés du nez. Un côté peut être utilisé pour un microscope et l'autre côté pour un instrument chirurgical, ou les deux côtés peuvent être utilisés pour des instruments chirurgicaux.

### Abord trans-sphénoïdal

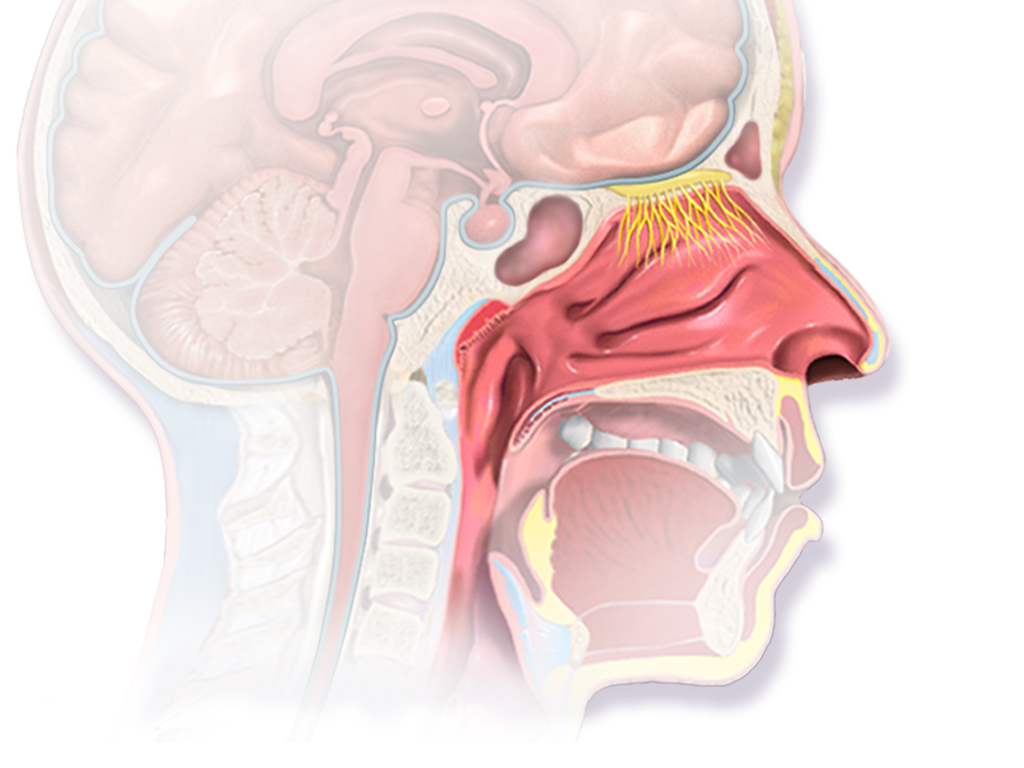
Cette image montre une anatomie importante impliquée dans la chirurgie endoscopique endonasale. L'hypophyse se trouve en haut de l'image derrière le sinus sphénoïde.

L'abord trans-sphénoïdal est la technique la plus courante et la plus utile de la chirurgie endoscopique endonasale, elle a été décrite pour la première fois en 1910, simultanément par Harvey Cushing et Oskar Hirsch,. Cette procédure permet au chirurgien d'accéder à l'espace sellaire, ou selle turcique. La selle est un berceau où se trouve la glande pituitaire. Dans des circonstances normales, un chirurgien utiliserait cette approche sur un patient atteint d'un adénome hypophysaire. Le chirurgien commence par l'abord transnasal avant d'utiliser l'approche trans-sphénoïdale. Cela permet d'accéder à l'ostium sphénoïde et au sinus sphénoïde. L'ostium sphénoïde est situé sur la surface antérosupérieure du sinus sphénoïde. La paroi antérieure du sinus sphénoïde et le rostre sphénoïde sont ensuite retirés pour permettre au chirurgien une vue panoramique de la zone chirurgicale. Cette procédure nécessite également le retrait de la cloison postérieure pour permettre l'utilisation des deux narines pour les outils pendant la chirurgie. Il y a plusieurs triangles de vaisseaux sanguins traversant cette région, rien d'autre que des zones très délicates de vaisseaux sanguins dont la moindre blessure peut être fatale. Un chirurgien utilise l'imagerie stéréotaxique et un micro Doppler pour visualiser le champ chirurgical.
L'invention de l'endoscope coudé permet d'aller au-delà de la selle jusqu'à la région suprasellaire (au-dessus de la selle turcique). Cela se fait avec l'ajout de quatre abords. Premièrement, les approches transtubercule et transplanum sont utilisées pour atteindre la citerne suprasellaire. L'abord latéral est ensuite utilisé pour atteindre le sinus caverneux médial et l'apex pétreux. Enfin, l'abord inférieur est utilisé pour atteindre le clivus supérieur. Les approches endonasales transclivales endoscopiques sont souvent décrites en fonction du segment du clivus impliqué dans l'abord, le clivus étant généralement divisé en trois régions. Selon le segment du clivus impliqué dans l'abord chirurgical, différentes structures neurovasculaires sont mises en danger. Le tiers supérieur se situe au-dessous du dorsum sellae et les processus clinoïdes postérieurs et supérieurs à l'apex pétreux, le tiers moyen se situe au niveau des segments pétreux de l'artère carotide interne (ACI), et le tiers inférieur s'étend du tubercule jugulaire au foramen magnum. Il est important que le triangle de Perneczky soit traité avec un soin extrême. Cette région anatomique comporte les nerfs optiques, les artères cérébrales, le troisième nerf crânien et la tige de l'hypophyse. Tout dommage de l'un de ces éléments pourrait entraîner un résultat post-chirurgical déplorable,.

### Abord transptérygoïdal
L'abord transptérygoïdal pénètre par le bord postérieur de l' ostium du sinus maxillaire et la paroi postérieure du sinus maxillaire. Cela implique la pénétration de trois cavités sinusales distinctes : le sinus ethmoïde, le sinus sphénoïdal et le sinus maxillaire. Les chirurgiens utilisent cette méthode pour atteindre le sinus caverneux, le sinus sphénoïde latéral, la fosse infra- temporale, la fosse ptérygoïde et l' apex pétreux . La chirurgie comprend une uninectomie (ablation du complexe ostéoméatal), une maxillectomie médiale (ablation du maxillaire), une ethmoïdectomie (ablation des cellules ethmoïdales et/ou de l'os ethmoïde), une sphénoïdectomie (ablation d'une partie du sphénoïde) et ablation du sinus maxillaire et l'os palatin. Le septum postérieur est également retiré au début pour permettre l'utilisation des deux narines.

### Abord transethmoïdal
L'abord transethmoïdal crée un corridor chirurgical du sinus frontal au sinus sphénoïde. Cela se fait par le retrait complet de l'os ethmoïde, ce qui permet à un chirurgien d'exposer le toit de l'ethmoïde et la paroi orbitaire médiale. Cette procédure réussit souvent à éliminer les petites encéphalocèles des ostéomes ethmoïdes de la paroi du sinus ethmoïdal ou les petits méningiomes olfactifs du sillon. Cependant, avec des tumeurs ou des lésions plus grosses, l'une des autres approches énumérées ci-dessus est nécessaire.

## Différents abords pour des régions spécifiques

### Abord de la région sellaire
Pour l'exérèse d'une petite tumeur, on y accède par une narine. Cependant, pour les tumeurs plus grosses, un accès par les deux narines est nécessaire et la cloison nasale postérieure doit être retirée. Ensuite, le chirurgien fait glisser l'endoscope dans le choane nasal jusqu'à ce que l' ostium sphénoïde soit trouvé. Ensuite, la muqueuse autour de l'ostium est cautérisée pour les microadénomes et complètement éliminée pour les macroadénomes. Ensuite, l'endoscope pénètre dans l'ostium et rencontre le rostre sphénoïde où la muqueuse est rétractée de cette structure et est retirée du sinus sphénoïdal pour ouvrir la voie chirurgicale. À ce stade, des dispositifs d'imagerie et Doppler sont utilisés pour définir les structures importantes. Ensuite, le plancher de la sella turcica est ouvert avec une perceuse à grande vitesse en prenant soin de ne pas percer la dure-mère. Une fois que la dure-mère est visible, elle est coupée avec des micro-ciseaux pour plus de précision. Si la tumeur est petite, la tumeur peut être retirée par une procédure en bloc, qui consiste à couper la tumeur en plusieurs sections pour l'exérèse. Si la tumeur est plus grosse, le centre de la tumeur est enlevé en premier, puis le dos, puis les côtés, puis le haut de la tumeur pour s'assurer que la membrane arachnoïdienne ne se dilate pas dans la vue chirurgicale. Cela se produira si la partie supérieure de la tumeur est retirée trop tôt. Après le retrait de la tumeur, les fuites de LCS sont testées avec un colorant fluorescent, et, s'il n'y a pas de fuite, le site chirurgical est fermé.

### Abord de la région suprasellaire
L'abord de la région suprasellaire est le même que pour la région sellaire. Cependant, le tuberculum sellae est percé et non la selle. Ensuite, une ouverture est faite qui s'étend à mi-chemin de la selle pour exposer la dure-mère, et les sinus intercaverneux sont exposés. Lorsque le chiasma optique, le nerf optique et la glande pituitaire sont visibles, la glande pituitaire et le chiasma optique sont écartés pour voir la tige de l'hypophyse. Une ethmoïdectomie est réalisée, la dure-mère est ensuite sectionnée et la tumeur est retirée. Ces types de tumeurs sont de deux types :
- les lésions préchiasmatiques : la tumeur est la plus proche de la dure-mère. La tumeur est décompressée par le chirurgien. Après décompression, la tumeur est retirée en prenant soin de ne pas perturber le nerf optique ni les artères majeures[2] ;
- les lésions postchiasmatiques : cette fois, la tige de l'hypophyse est à l'avant car la tumeur la pousse vers la zone où la dure-mère a été ouverte. L'enlèvement commence alors des deux côtés de la tige pour préserver la connexion entre l'hypophyse et l'hypothalamus et au-dessus de la glande pituitaire pour protéger la tige. La tumeur est soigneusement retirée et le patient est refermé. .

### Reconstruction de la base du crâne
Lorsqu'il y a tumeur, blessure ou un certain type de défaut à la base du crâne, que le chirurgien ait utilisé une méthode chirurgicale endoscopique ou à ciel ouvert, le problème se pose toujours de séparer la cavité crânienne de la cavité entre les sinus et du nez pour empêcher une fuite de  liquide cérébrospinal (LCS) à travers l'ouverture qualifiée de brèche.
Pour cette procédure, il y a deux façons de commencer : avec un colmatage par greffon libre ou avec une réparation par lambeau vascularisé. Les greffons libres utilisent un matériau secondaire comme des lambeaux de cadavre ou un treillis en titane pour réparer les défauts de la base du crâne, ce qui est très réussi (95 % sans fuites de LCS) avec de petites fistules de LCS ou de petites brèches. Les lambeaux vascularisés locaux ou régionaux sont des morceaux de tissu relativement proches du site chirurgical qui ont été pour la plupart libérés mais qui sont toujours attachés au tissu d'origine. Ces volets sont ensuite étirés ou manœuvrés sur l'emplacement souhaité. Quand la technologie a progressé et que des défauts plus importants ont pu être corrigés par voie endoscopique, de plus en plus d'échecs et de fuites ont commencé à se produire avec la technique du  greffon libre. Les brèches plus importantes sont associées à un retrait plus large de la dure-mère et à une exposition à un fort flux de LCS, ce qui pourrait être la raison de l'échec du greffon libre.

## Chirurgie de la glande pituitaire
La chirurgie de la glande pituitaire est passée d'une chirurgie très large à une chirurgie mini-invasive par le nez avec l'utilisation de l'endoscope. Par exemple, les craniopharyngiomes (CRA) commencent à être retirés selon cette méthode. Le Dr Paolo Cappabianca a décrit le CRA parfait pour cette chirurgie comme étant une lésion médiane avec une composante parasellaire solide (à côté de la selle turcique) ou un enrobage des principales structures neuromusculaires localisées en sous-chiasmatique (sous le chiasma optique) et en rétro-chiasmatique (derrière le chiasme optique). Il dit également que lorsque ces conditions sont remplies, la chirurgie endoscopique endonasale est une option chirurgicale valable. Dans une étude de cas sur les gros adénomes, les auteurs ont montré que sur 50 patients, 19 bénéficiaient d'une exérèse complète de la tumeur, 9 une ablation presque complète et 22 une ablation partielle. L'ablation partielle provenait des tumeurs s'étendant dans des zones plus dangereuses. Ils ont conclu que la chirurgie endoscopique endonasale était une option valable pour la chirurgie si les patients utilisaient un traitement pharmacologique après la chirurgie. Une autre étude a montré qu'avec la chirurgie endoscopique endonasale, 90 % des microadénomes pouvaient être éliminés et que 2/3 des macroadénomes normaux pouvaient être supprimés s'ils n'entraient pas dans le sinus caverneux, ce qui signifie que seulement 1/3 de ces patients se sont rétablis quand les triangles de vaisseaux sanguins fragiles devaient être traités. L'approche endoscopique endonasale s'est avérée, même chez les patients jeunes, supérieure à la chirurgie trans-sphénoïdale microscopique traditionnelle.

### Abord 3D versus abord 2D
La nouvelle technique 3D gagne du terrain en tant que moyen idéal de faire de la chirurgie car elle donne au chirurgien une meilleure compréhension de la configuration spatiale de ce qu'il voit sur un écran d'ordinateur. Le Dr Nelson Oyesiku de l'Université Emory a contribué au développement de la technique 3D. Dans un article qu'il a aidé à rédiger, lui et les autres auteurs ont comparé les effets de la technique 2D par rapport à la technique 3D sur les résultats des patients. Il a montré que l'endoscopie 3D donnait au chirurgien plus de profondeur de champ et de vision stéréoscopique et que la nouvelle technique ne montrait pas de changements significatifs dans les résultats des patients pendant ou après la chirurgie.

## Techniques endoscopiques versus techniques à ciel ouvert
Dans une étude de cas datant de 2013, les auteurs ont comparé les techniques à ciel ouvert aux techniques endoscopiques, au sein de 162 autres études rassemblant 5 701 patients. Ils n'ont examiné que quatre types de tumeurs : les méningiomes du sillon olfactif (MSO), les méningiomes du tuberculum sellae (ou méningiomes suprasellaires, MSS), les craniopharyngiomes (CRA) et les chordomes clivaux (CHO). Ils ont examiné la résection totale macroscopique et les fuites de liquide cérébrospinal (LCS), la mort neurologique, la fonction visuelle dans les suites opératoires, le diabète insipide postopératoire et l'obésité postopératoire. L'étude a montré qu'il y avait un plus grand risque de fuites de LCS avec la chirurgie endonasale endoscopique. La fonction visuelle s'est améliorée davantage avec la chirurgie endoscopique pour les patients MSS, CRA et CHO. Le diabète insipide est plus fréquent chez les patients opérés à ciel ouvert. Les patients opérés sous endoscopie ont montré un taux de récidive plus élevé. Dans une autre étude de cas sur les CRA les auteurs ont montré des résultats similaires, les fuites de LCS étant davantage un problème chez les opérés sous endoscopie. Les patients en procédure à ciel ouvert ont également montré un taux plus élevé de crises postopératoires. Ces deux études suggèrent toujours que malgré les fuites de LCS, la technique endoscopique reste une option chirurgicale adaptée et appropriée. La chirurgie otologique, qui est traditionnellement réalisée via un abord à ciel ouvert sous microscope, peut également être réalisée par voie endoscopique et est appelée chirurgie endoscopique de l'oreille ou CEO.